# Баус
Бау́с (также богу́с) — старинное название, использовавшееся для драгоценных и полудрагоценных камней синего цвета. Так назывались кианит, светлый сапфир, индиголит.

## Происхождение названия
Происхождение названия неизвестно. Наиболее популярным является объяснение, восходящее к М. И. Пыляеву: название произошло от имени известного продавца драгоценных камней и посланника английской королевы Елизаветы I Джерома Боуса, который находился в Москве в 1570-х годах при Иване Грозном.
Альтернативный вывод слова из «балангус» (балас-рубин) считается маловероятным.

## Использование
Встречается в старинных документах, например, в Торговой книге: «А камень баус — сиз, голуб, и вы баус за яхонт не купите: яхонт его имет». 
Слово продолжало использоваться в XIX веке московскими продавцами для синих драгоценных камней «второй цены».